# Rocco Granata
Rocco Granata (Figline Vegliaturo, 16 augustus 1938) is een Belgisch-Italiaanse componist, muziekproducent en zanger met een kenmerkende hese stem.

## Levensloop en muzikale carrière
Op zijn tiende verhuisde Granata naar België. Zoals vele geïmmigreerde Italianen werkte zijn vader in de steenkoolmijn van Waterschei (Genk). Granata wilde tegen de zin van zijn vader een ander leven: als muzikant. Al heel jong speelde hij accordeon in een eigen orkestje: "The International Quintet". Hij toerde met zijn groepje in Belgisch-Limburg rond met zijn successhow Manuela. Als 18-jarige componeerde hij zijn eerste liedje met dezelfde titel, maar geen enkele platenmaatschappij had interesse. Dus bracht Granata dit uit in eigen beheer, gesteund door een dancingeigenaar. Omdat er twee kanten aan een 45 toerenplaatje waren, pende Granata voor een B-zijde haastig wat zinnetjes neer en wegens tijdgebrek werd het refrein afgemaakt met Oh no no no no no. Dit werd Marina.
Dit opgewekte nummer werd populair, 40 jaar later waren er wereldwijd meer dan 5 miljoen exemplaren verkocht. Het liedje werd een evergreen en behoort tot de meest gecoverde platen aller tijden: honderden artiesten namen een cover op, van Dalida tot Louis Armstrong. Met Marina toerde Granata over de hele wereld, tot in het mekka van de showbizz: Carnegie Hall in New York. Zijn composities zijn op platen gekomen van wereldsterren als Dean Martin, Dalida, Caterina Valente, The Four Aces, Marino Marini, Pérez Prado, Flaco Jiménez, Falco ... Marina had in 1959 een aantal Italiaanse opvolgers, zoals Oh oh Rosi, La Bella, Julia en Carolina dai gekregen. Met dit laatste nam hij in 1961 deel aan het Festival van San Remo. 30 jaar later, in 1989, liet hij Serge Ramaekers, van de Confetti's, een remix maken van Marina. Deze New Beatversie werd opnieuw een nummer 1-hit, in onder meer België, Italië en Duitsland, en behaalde de hitlijsten tot in Latijns-Amerika. Weer werden er miljoenen exemplaren van verkocht, waarvan twee miljoen in Duitsland. In 2012 is Granata te zien in de documentaire The Sound of Belgium waarin hij vertelt over deze remix.
Er werd in 1960 tevens een Marina-film opgenomen, die voor Granata het begin van een hele reeks hits in Duitsland zou betekenen zoals Du Schwarzer Zigeuner, Melancholie, Tango d'Amore en zijn grootste hit Buona Notte Bambino (1963). Granata had het nummer oorspronkelijk in het Italiaans geschreven, maar had er in het Duits succes mee in België, Nederland en Duitsland. Zijn succes in Duitsland was groot: hij kwam bij een enquête naar de bekendste zangers in Duitsland op de derde plaats, na onder andere Elvis Presley. Granata acteerde en zong in een tiental muzikale films. Marina werd in 2009 in Duitsland uitgeroepen tot beste Italiaanstalige hit aller tijden.
Wonend in Vlaanderen, Nederlands taalgebied, met Italiaanse afkomst en succesvol in het Duits, heeft hij vooral in die drie talen muziek uitgebracht. Enkele van zijn bekendste Nederlandstalige liedjes zijn Zomersproetjes en Jessica, een lied dat genoemd is naar zijn dochter Jessica. Zijn versie van Noordzeestrand in 1964 kreeg een tekstaanpassing op maat van de ingeweken Italiaan.
Granata heeft tien keer in de top 10 van de Belgische hitparade gestaan en dertien keer in de Nederlandse hitparade. In 1995 verscheen de cd Buona sera m'n Vlaanderen met Granata-composities met biografische teksten, waarvan de originele Nederlandse teksten geschreven zijn door Johan Verminnen, Bart Van den Bossche, Herman Pieter de Boer, Wim De Craene, Carl Huybrechts en Theun de Winter. In het Duits wordt dit album vertaald als Der Weg durch mein Leben, in Italië heet het La Fotografia. In 1998 bracht hij ter gelegenheid van zijn zestigste verjaardag een cd uit met Italiaanse evergreens.
Ook in de 21e eeuw blijft Granata actief; hij steekt zijn tijd in zijn familie, uitgeverij, internationale contacten en sporadische optredens. Solo, of met een bigband. Met een pianist, of met het complete symfonieorkest van de Antwerpse Opera. Of op Saint Amour, de literaire tournee. Naast zijn liveoptredens is Granata ook nog regelmatig te gast op de Vlaamse televisie. Zo kreeg hij in 1998 serieus wat media-aandacht met zijn speciale kerstshow waarmee hij in de Ancienne Belgique stond. Ook maakte hij deel uit van de vakjury voor de Vlaamse preselectie Eurosong 2002.
In maart 2000 kreeg Granata een "ZAMU Lifetime Achievement Award" (van de Belgische muzikanten) voor zijn hele carrière (een titel die hij deelt met onder anderen Will Tura, Wannes Van de Velde, Roland, Toots Thielemans, Adamo, Arno en Bobbejaan Schoepen). In 2006 verzorgde hij het slotnummer op de cd Mineworks, een eerbetoon aan de Limburgse mijnwerkers, met medewerking van ook andere artiesten als Mauro Pawlowski en Kyoko Baertsoen. De tekst van het lied Betaald door René Swartenbroekx wordt door Granata vertolkt, die zelf een oom aan de mijnziekte stoflong verloor.
In 2007 verscheen zijn 68e cd Paisellu Miu, gearrangeerd en begeleid door 42 muzikanten, met vooral nieuwe nummers in het Italiaans en het dialect van zijn streek van afkomst, Calabrië. Op twee nummers wordt hij begeleid door Toots Thielemans, die het titelnummer als Italiaanse blues bestempelt. Ook is er een duet met Jo Lemaire. Granata presenteert er zich als chansonnier, maar wisselt ook af met zwierige tarantella's uit Zuid-Italië.

### Afscheid
Begin maart 2010 onderging de 71-jarige zanger in het Onze-Lieve-Vrouwziekenhuis van Aalst een hartoperatie. Er werden lekkende hartkleppen vastgesteld, waarvan hij is hersteld. In de zomer van 2011 bracht hij een nieuw nummer (O Sarracino) uit in samenwerking met Buscemi.
In augustus 2014 heeft Rocco Granata zijn afscheid aangekondigd. Zijn afscheidstournee (in samenwerking met André Rieu) in Nederland beleefde in Den Bosch op 18 november 2014 een laatste optreden.
Daarna heeft hij wel nog een album uitgebracht, virtueel met Dean Martin, en een enkele keer opgetreden, onder andere ter ere van Toon Hermans: In diens honderdste geboortejaar 2016 heeft hij in april in de Lotto Arena in Antwerpen en in december in Toons geboorteplaats Sittard bij de Philharmonie Sittard het liedje Dit zijn mijn handen van Toon Hermans gezongen.

## Muziekproducer en -uitgever
Granata is muziekproducent en eigenaar van een muziekuitgeverij en een platenmaatschappij Cardinal Records, die platen produceerde van Vlaamse zangers en kleinkunstartiesten, onder anderen Miel Cools, Marva, Louis Neefs, Will Ferdy, De Elegasten, Jacques Raymond, Marino Falco (Marijn Devalck).
Hij is ook de ontdekker van Sam Bettens van K's Choice.

## Trivia
- Granata begeleidt zichzelf op de accordeon, een instrument dat vaak zijn liedjes kenmerkt.
- Granata heeft ook een aantal bekende Vlaamse liedjes voor andere artiesten geschreven. Bijvoorbeeld voor Marva: Laat ons goede vrienden zijn, Eiland in groen en blauw, en Montezuma. Voor Louis Neefs onder meer Wat een leven.
- In zijn vrije tijd is hij een verwoed golfspeler.
- In Sint-Amands kreeg hij een plein in de SIM-route: de Rocco Granata Piazza Primavera in de Amandusdreef.
- In 2000 werd zijn lied Marina samen met Bluesette van Toots Thielemans als eerste twee liedjes opgenomen in de eregalerij van de Vlaamse klassiekers van Radio 2.
- Rocco werd in 2008 opgenomen in de Radio 2 eregalerij voor een leven vol muziek.
- In 2012 werd Granata ereburger van Genk.[1]
- Op 8 februari 2014 ontving hij de MIA "Lifetime Achievement Award".
- In 2016 kreeg Granata de stemrol van Mr. Big in de Vlaamse versie van Disneyfilm Zootropolis.

## Enkele films
- Marina (1960), met Rex Gildo, Renate Holm en Rudolf Platte
- Schick deine Frau nicht nach Italien (1960).
- Der Händler der vier Jahreszeiten (1971), van Rainer Werner Fassbinder. Granata componeerde hiervoor de filmmuziek.
- Zware jongens (1984), een film van Robbe De Hert.
- Zootropolis, een Disneyfilm. Hier speelt hij Mr. Big.
- Marina (2013), zijn verhaal. Hij heeft zelf een kleine rol als Signor Fiocchi.

## Discografie

### Albums
| Album met hitnotering(en) in de Vlaamse Ultratop 200 albums | Datum van verschijnen | Datum van binnenkomst | Hoogste positie | Aantal weken | Opmerkingen             |
| ----------------------------------------------------------- | --------------------- | --------------------- | --------------- | ------------ | ----------------------- |
| That's amore - 30 Italian classics                          | 1998                  | 30 mei 1998           | 37              | 5            |                         |
| Paisellu miu                                                | 2007                  | 7 april 2007          | 69              | 3            |                         |
| Rocco con Buscemi                                           | 24 juni 2011          | 2 juli 2011           | 25              | 18           | als Rocco / met Buscemi |
| Argentina                                                   | 20 juli 2013          | 27 juli 2013          | 121             | 5            |                         |
| The very best of Rocco                                      | 8 november 2013       | 15 november 2013      | 14              | 48           | Verzamelalbum / Goud    |
| Soundtrack Marina                                           | 8 november 2013       | 15 november 2013      | 36              | 17           | uit de film Marina      |
| Back to back                                                | 10 mei 2015           | 30 mei 2015           | 16              | 15           | met Dean Martin         |
| Rocco 80 - ik deed mijn best                                | 20 september 2018     | 29 september 2018     | 24              | 14*          |                         |

### Singles
| Single met eventuele hitnotering(en) in de Nederlandse Top 40 | Datum van verschijnen | Datum van binnenkomst | Hoogste positie | Aantal weken | Opmerkingen                                             |
| Pré-Top 40                                                    | Pré-Top 40            | Pré-Top 40            | Pré-Top 40      | Pré-Top 40   | Pré-Top 40                                              |
| ------------------------------------------------------------- | --------------------- | --------------------- | --------------- | ------------ | ------------------------------------------------------- |
| Marina                                                        | 1959                  | 09-1959               | 1               | 36           |                                                         |
| La bella                                                      | 1960                  | 12 augustus 1960      | 8               | 15           |                                                         |
| Carolina dai                                                  | 1961                  | 06-1961               | 20              | 4            |                                                         |
| Irena                                                         | 1961                  | 10-1961               | 20              | 8            |                                                         |
| Buona Notte Bambino                                           | 1963                  | 26 april 1963         | 1               | 23           |                                                         |
| Plum plum serenata                                            | 1963                  | 09-1963               | 29              | 4            |                                                         |
| Top 40                                                        |                       |                       |                 |              |                                                         |
| Noordzeestrand                                                | 1965                  | 9 januari 1965        | 18              | 9            |                                                         |
| Melancholie                                                   | 1965                  | 13 februari 1965      | 24              | 14           |                                                         |
| Hello buona sera                                              | 1967                  | 14 januari 1967       | 27              | 7            |                                                         |
| Jessica                                                       | 1972                  | 1 april 1972          | 19              | 4            | Nr. 19 in de Single Top 100                             |
| Zomersproetjes                                                | 1972                  | 4 november 1972       | 20              | 5            | Nr. 25 in de Single Top 100                             |
| Lieve heer heb medelij                                        | 1973                  | 19 mei 1973           | tip2            | -            |                                                         |
| Dansen op de daken                                            | 1973                  | 25 augustus 1973      | tip8            | -            |                                                         |
| Daar gaat mijn grootpapa                                      | 1974                  | 12 januari 1974       | tip8            | -            |                                                         |
| Zonnebloem                                                    | 1974                  | 18 mei 1974           | tip24           | -            |                                                         |
| Marina (Remix '89)                                            | 1989                  | 10 juni 1989          | 2               | 12           | als Rocco & The Carnations / Nr. 2 in de Single Top 100 |

| Single met hitnotering(en) in de Vlaamse Ultratop 50 | Datum van verschijnen | Datum van binnenkomst | Hoogste positie | Aantal weken                                     | Opmerkingen                                             |
| Pré-Hitlijst                                         | Pré-Hitlijst          | Pré-Hitlijst          | Pré-Hitlijst    | Pré-Hitlijst                                     | Pré-Hitlijst                                            |
| ---------------------------------------------------- | --------------------- | --------------------- | --------------- | ------------------------------------------------ | ------------------------------------------------------- |
| Marina / Manuela                                     | 1959                  | -                     | 1(5wk)          | 40                                               |                                                         |
| Oh oh Rosi                                           | 1959                  | -                     | 20              | 4                                                |                                                         |
| La bella                                             | 1960                  | -                     | 4               | 16                                               |                                                         |
| Julia / Rocco cha cha                                | 1960                  | -                     | 14              | 8                                                |                                                         |
| Germanina                                            | 1960                  | -                     | 16              | 2                                                |                                                         |
| Carolina dai                                         | 1961                  | -                     | 11              | 8                                                |                                                         |
| Sunday box EP                                        | 1961                  | -                     | 17              | 4                                                |                                                         |
| Buona notte bambina                                  | 1963                  | -                     | 4               | 16                                               |                                                         |
| Du Schwarzer Zigeuner                                | 1964                  | -                     | 5               | 12                                               |                                                         |
| Dreh' dich noch einmal um                            | 1964                  | -                     | 10              | 8                                                |                                                         |
| Molte grazie                                         | 1964                  | -                     | 12              | 4                                                |                                                         |
| Noordzeestrand                                       | 1964                  | -                     | 9               | 16                                               |                                                         |
| Melancholie                                          | 1965                  | -                     | 18              | 4                                                |                                                         |
| Hello buona sera                                     | 1967                  | -                     | 3               | 13                                               |                                                         |
| Top 30 / Top 50                                      |                       |                       |                 |                                                  |                                                         |
| Sarah                                                | 1970                  | -                     |                 |                                                  | Nr. 3 in de Radio 2 Top 30                              |
| Ciao amore ciao                                      | 1971                  | -                     |                 |                                                  | Nr. 29 in de Radio 2 Top 30                             |
| Jessica                                              | 1971                  | -                     |                 |                                                  | Nr. 3 in de Radio 2 Top 30                              |
| Eleonora mon amour                                   | 1972                  | -                     |                 |                                                  | Nr. 27 in de Radio 2 Top 30                             |
| Zomersproetjes                                       | 1972                  | -                     |                 |                                                  | Nr. 7 in de Radio 2 Top 30                              |
| Lieve heer heb medelij                               | 1973                  | -                     |                 |                                                  | Nr. 16 in de Radio 2 Top 30                             |
| Dansen op de daken                                   | 1973                  | -                     |                 |                                                  | Nr. 26 in de Radio 2 Top 30                             |
| Daar gaat mijn grootpapa                             | 1974                  | -                     |                 |                                                  | Nr. 27 in de Radio 2 Top 30                             |
| Zonnebloem                                           | 1974                  | -                     |                 |                                                  | Nr. 30 in de Radio 2 Top 30                             |
| Io ti amo                                            | 1976                  | -                     |                 |                                                  | Nr. 29 in de Radio 2 Top 30                             |
| Marina (Remix '89)                                   | 1989                  | -                     |                 |                                                  | als Rocco & The Carnations / Nr. 1 in de Radio 2 Top 30 |
| O Sarracino                                          | 6 juni 2011           | 25 juni 2011          | 38              | 2                                                | als Roco / met Buscemi / Nr. 5 in de Radio 2 Top 30     |
| Rocco cha cha                                        | 2011                  | 19 november 2011      | tip89           | -                                                | als Roco / met Buscemi                                  |
| El murguero (Venite tutti a ballar)                  | 2013                  | 27 juli 2013          | tip92*          | met Enrique Noviello & Los Auténticos Decadentes |                                                         |

### NPO Radio 2 Top 2000
| Nummer met noteringen in de NPO Radio 2 Top 2000 | '99  | '00-'01 | '02  | '03  |
| ------------------------------------------------ | ---- | ------- | ---- | ---- |
| Marina                                           | 1573 | -       | 1891 | 1624 |

1. ↑  Een '-' betekent dat het nummer niet was genoteerd en een vetgedrukt getal geeft de hoogste notering aan.
2. ↑  Deze tabel is bijgewerkt tot en met de laatste editie (2024).